# Uraria rotundata
Uraria rotundata är en ärtväxtart som beskrevs av William Grant Craib. Uraria rotundata ingår i släktet Uraria och familjen ärtväxter. Inga underarter finns listade i Catalogue of Life.